# Emmanuel Joseph Sieyès

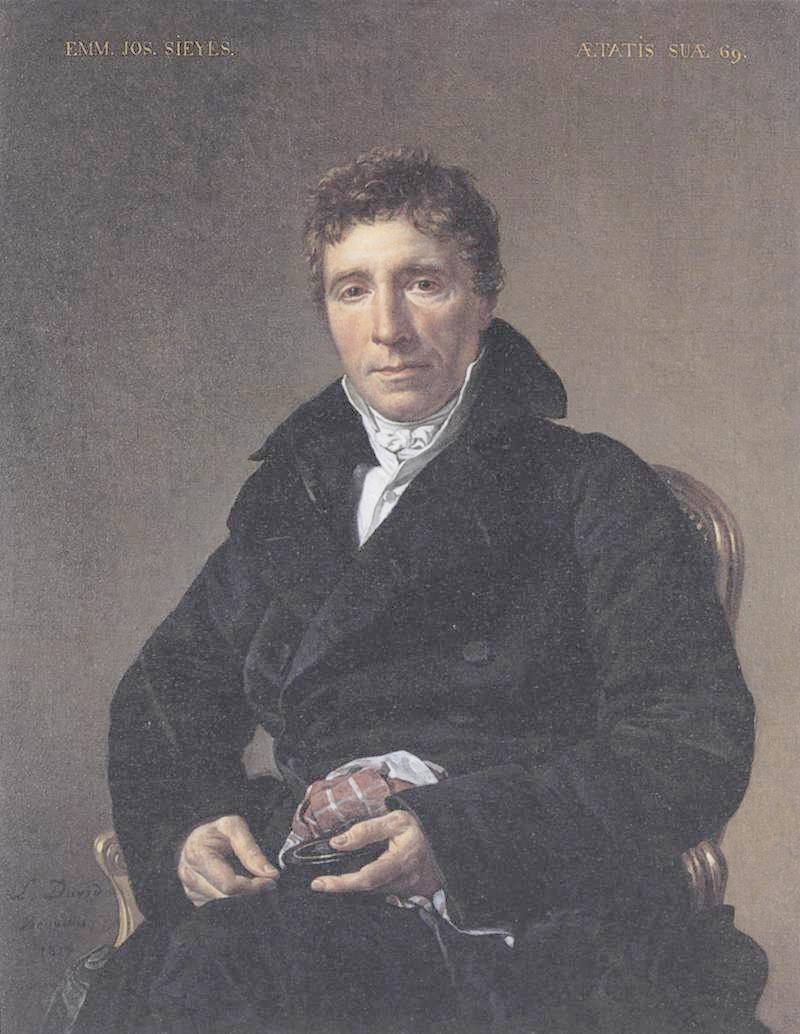
Emmanuel Joseph Sieyes, 1817, portret realizat de Jacques-Louis David

Emmanuel Joseph Sieyès (n. 3 mai 1748 – d. 20 iunie 1836) a fost un politician francez, unul dintre principalii teoreticieni ai Revoluției Franceze și al primului imperiu francez. Un pamflet de-al său din 1788 a ajuns manifestul Revoluției. În anul 1799 a fost instigatorul unui coup d'état care l-a adus pe Napoleon Bonaparte la putere.
1. 1 2  Emanuel Joseph Sieyes, GeneaStar
2. 1 2 3  Autoritatea BnF, accesat în 10 octombrie 2015
3. 1 2  Emmanuel, Joseph Sieyès, base Sycomore, accesat în 9 octombrie 2017
4. 1 2  Emmanuel Joseph Sieyès, Roglo
5. 1 2  Emmanuel Joseph Sieyès, SNAC, accesat în 9 octombrie 2017
6. ↑  CERL Thesaurus
7. ↑  „Emmanuel Joseph Sieyès”, Gemeinsame Normdatei, accesat în 31 decembrie 2014
8. ↑  CONOR.SI[*] Verificați valoarea |titlelink= (ajutor)